# La Rançon du mort
La Rançon du mort (titre original : Dead Man's Ransom) est un roman policier historique d'Ellis Peters, le neuvième de la série Frère Cadfael, publié en 1984.
Le roman est traduit en français par Serge Chwat en 1991.

## Résumé
Étienne de Blois et Mathilde l'Emperesse se disputent le trône d'Angleterre. Au début de l'année 1141, Ranulf, comte de Chester, prend le château de Lincoln. Le roi Etienne assiège aussitôt le château. Mais des renforts du parti de Mathilde l'assiègent à son tour. Le 2 février 1141, le roi Etienne est fait prisonnier. Mathilde triomphante peut entrer dans Londres, mais elle provoque la révolte des habitants. Bientôt assiégée dans Winchester, elle doit fuir, et Robert de Gloucester, son demi-frère est fait prisonnier en couvrant sa fuite. On procède alors à un échange des deux hommes.
Cet épisode, transposé à un niveau hiérarchique inférieur par Ellis Peters, offre à frère Cadfael une nouvelle énigme à résoudre. Lors de la bataille de Lincoln, Gilbert Prescote, shérif de Shrewsbury et membre du parti d'Étienne, est fait prisonnier non par les hommes de Mathilde, mais par des Gallois, combattant pour leur propre compte et ne songeant qu'au butin. Or, voilà qu'à quelques kilomètres de Shrewsbury, un jeune noble gallois, fourvoyé dans une bande de pillards, tombe entre les mains des habitants du comté. Il est amené à Shrewsbury et un échange des deux prisonniers est arrangé. Mais l'un des deux meurt, assassiné à l'infirmerie de l'abbaye. Dans un contexte délicat, frère Cadfael doit identifier le coupable.

## Adaptation radiophonique
Le roman est adapté par Bert Coules dans une série de cinq épisodes diffusée par BBC Radio 4 en 1995. Les titres des épisodes sont :
1. Hostage
2. Ambassador
3. A Princely Death
4. Allies
5. A Helping Hand

Philip Madoc prête sa voix au Frère Cadfael. Susannah York fait également partie de la distribution.